# فوق قوس قزح
«فوق قوس قزح» عبارة عن أغنية بالاد من تلحين هارولد آرلين من كلمات إدغار هاربورغ. تم كتابتها لفيلم ساحر أوز وغنتها الممثلة جودي غارلند  في الفيلم الأكثر مشاهدة في التاريخ، فيلم خيالي موسيقي أمريكي لعام 1939 من إنتاج مترو غولدوين ماير، من إخراج فيكتور فليمنغ وكينغ فيدور (غير معتمد). في دورها البطولي دوروثي غيل. فازت بجائزة الأوسكار لأفضل أغنية أصلية وأصبحت أغنية غارلند المميزة.
بعد حوالي خمس دقائق من الفيلم، تغني دوروثي الأغنية بعد فشلها في لفت انتباه العمة إم، العم هنري والمزرعين المنشغلين في أعمال المزرعة للاستماع إلى قصتها عن حادثة ضرب كلبها توتو، من قبل السيدة العجوز غولتش بحجة مطاردته لقطاتها. أخبرتها العمة إم أن تخفف من حدة غضبها وأن تكف عن التخيلات وأن "تجد لنفسها مكانًا لن تتورط فيه أي مشكلة". هذا يدفعها لتسأل " مكان ما لا توجد فيه أي مشكلة". تتأمل توتو، هل تفترض أن هناك مثل هذا المكان، يجب أن يكون هناك. إنه ليس مكانًا يمكنك الوصول إليه بواسطة قارب أو القطار، إنه بعيداً جداً، وراء القمر، ما وراء المطر... "، وعندها تبدأ في الغناء.
ظهرت الأغنية الشهير بأصوات آخرى مثل إسرائيل كاماكافيفوؤولي. واليابانية أياكا ساساكي.

## ساحر أوز
تم تصوير مشاهد «فوق قوس قزح» و «كانساس» بواسطة كينج فيدور. تم حذف الأغنية من الفيلم بعد معاينة في سان لويس أوبيسبو لأن الرئيس التنفيذي لشركة مترو غولدوين ماير لويس ب. ماير والمنتج ميرفين ليروي اعتقدوا أنها «أبطأت الصورة» وبدا «وكأنها شيء لجانيت ماكدونالد، وليس لفتاة صغيرة تغني في فناء». لكن تم إعادة الأغنية إلى الفيلم بسبب استمرار المنتج الزميل آرثر فريد وروجر إدينز، الذي كان المدرب والمعلم الصوتي لجودي غارلند.
في بداية الفيلم، عزفت جزءًا من الأغنية الافتتاحية للفيلم. تم حذف نسخة مفاجئة منه بعد تصويره. من المقرر أن تغني دوروثي جوقة إضافية أثناء حبسها في قلعة الساحرة، وهي تنتظر الموت بلا حول ولا قوة بينما تنفد الساعة الرملية. ومع ذلك، على الرغم من ضياع الجزء المرئي من هذه المفاجأة، إلا أن مقطعها الصوتي قد تم إدراجه وتم إدراجه في الإصدار Deluxe-2-CD من الموسيقى التصويرية للفيلم الذي أصدرته راينو انترتيمنت في عام 1995.
 في هذا التسليم المكثف، صرخت دوروثي في طريقها، غير قادرة على الانتهاء، واختتمت قائلة: «أنا خائف، عمة إيم، أنا خائفة!» تم الاحتفاظ بهذه العبارة في الفيلم وتليها فورًا ظهور العمة إم القصير في الكرة البلورية، حيث يتم استبدالها قريبًا بمشاهدة الساحرة (هاملتون)، وهي تسخر من دوروثي وتهزأ بها قبل أن تتجه نحو الكاميرا لتتكدس. لعبت نسخة أخرى مفيدة في تسطير أسفل السطر في المشهد النهائي وعلى الاعتمادات الختامية.

## تسجيلات جودي غارلند
في 7 أكتوبر 1938، سجلت جودي غارلند الأغنية على المسرح مترو غولدوين ماير الصوتي بترتيب من موراي كتر. في سبتمبر 1939، تم تسجيل واستوديو تسجيل الأغنية، وليس من الموسيقى التصويرية للأفلام، وتم إصداره كأغنية واحدة لديكا. في آذار (مارس) 1940، تم تضمين هذا التسجيل نفسه في ألبوم ديكا 78 المكون من أربع تسجيلات بعنوان ساحر أوز. على الرغم من أن هذا ليس هو الإصدار الذي ظهر في الفيلم، إلا أن ديكا استمرت في إصدار «ألبوم الألبوم» في الستينيات بعد إعادة إصداره على القرص، وهو ألبوم بحجم 33 1 إلى 3 دورة في الدقيقة.
لم يكن الإصدار السينمائي «فوق قوس قزح» متاحًا للجمهور حتى تم إصدار الموسيقى التصويرية بواسطة مترو غولدوين ماير في عام 1956 لتتزامن مع العرض التلفزيوني الأول ساحر أوز. تم إصدار نسخة الموسيقى التصويرية عدة مرات على مر السنين، بما في ذلك إصدار فاخر من الكركدن في عام 1995.
بعد ظهور ساحر أوز في عام 1939، أصبحت أغنية "Over the Rainbow" هي أغنية غارلند المميزة. لقد أدتها لمدة ثلاثين عامًا، غنتها كما فعلت في الفيلم. قالت إنها أرادت أن تظل وفية لشخصية دوروثي ورسالة وجودها في مكان ما فوق قوس قزح.

## روابط خارجية
- The Judy Garland Online Discography
- كلمات الأغنية الكاملة على مترولايركس